# Шалль фон Белль, Адам
Адам Шалль фон Белль (1 мая 1592, Люфтельберг, Кёльн — 15 августа 1666, Пекин) — немецкий монах-иезуит и астроном, миссионер. Большую часть своей жизни он провёл в качестве миссионера в Китае и стал советником императора Шуньчжи династии Цин.

## Биография
Шаль фон Белль родился в благородной семье в Кёльне или рядом с Люфтельбергом (ныне часть Меккенхайма), в то время территории Священной Римской империи. После окончания иезуитский гимназии в Кёльне он переехал в Рим и изучал там математику и астрономию в германском коллегиуме (Collegium Germanicum). В 1611 он присоединился к Обществу Иисуса и продолжил своё образование в Папском Григорианском университете.
В 1618 году он отправился в Китай на португальском корабле с группой миссионеров под руководством Николя Триго. В следующем году группа достигла португальской колонии Макао, где Шаль фон Белл провёл некоторое время, изучая китайский язык. Он начал миссионерскую работу на территории Китая в 1622 году, но его успехи, вероятно, были ограниченными.
Шаль фон Белл и Джакомо Ро были отправлены в Пекин в 1630 году, чтобы продолжить работу умершего Иоганна Шрека по реформе китайского календаря. Он принимал участие в модификации китайского календаря и созданию компиляции, известной ныне как календарь Чунчжэнь. Названный в честь Чжу Юцзяня, последнего императора династии Мин (1368—1644), модифицированный календарь имел более точные предсказания затмений солнца и луны.
После того, как к власти пришла династия Цин, Шаль фон Белл получил доступ к императору Шуньчжи и стал одним из его доверенных советников. Он был сделан мандарином и занимал важный пост, связанный с математической школой: директора Императорской обсерватории и Трибунала математики.
Его положение позволило ему получить разрешение императора для иезуитов строить церкви и проповедовать по всей стране. Таким образом, Шаль фон Беллю косвенно приписывают крещение 500000 человек, которые, как говорят, были крещены благодаря ему миссионерами-иезуитами в течение четырнадцати лет, что делает его успешным миссионером.
Император Шуньчжи умер в 1661 году, и положение Шаля фон Белла начало ослабевать. В 1664 году он вступил в конфронтацию с Янем Чанханем, который обвинил его в умышленной ошибке относительно времени и места похорон и, таким образом, способствованию смерти императрицы Сяо Сянь. Шаль фон Белл и другие иезуиты, в том числе Фердинанд Вербист, были заключены в тюрьму и приговорены судом к смертной казни. Однако после землетрясения иезуиты были освобождены, и приговор не был приведён в исполнение. Шаль фон Белл умер через год после освобождения вследствие плохого состояния здоровья, вызванного условиями его заключения.
Коллекция его рукописей была сдана на хранение в библиотеку Ватикана.